# SN 2009mn
SN 2009mn – supernowa typu Ia odkryta 15 października 2009 roku w galaktyce A063136+2519. W momencie odkrycia miała maksymalną jasność 21,80m.